# L’Escalier de cristal
L'Escalier de cristal (1804-1923) ist ein ehemaliges Pariser Luxuswarengeschäft, das 1804 von Marie Desarnaud, geborene Marie Jeanne Rosalie Charpentier, gegründet wurde. Gefeiert während der Restaurationszeit, war sie die erste Ladenbesitzerin ihrer Zeit, die Uhren, Kandelaber und Vasen anbot, Zierstücke, die geschliffenes Kristallglas und vergoldete Bronze kombinieren.
Das Geschäft ermutigte Künstler im damals neuen japanischen Stil zu entwerfen und war so ein wesentlicher Wegbereiter des Japonismus in Frankreich und damit in Europa.

## Geschichte
L'Escalier de cristal, 1804 von Marie Desarnaud gegründet, befand sich im Palais royal Nr. 162 und 163. Das Geschäft wurde um 1847 von Lahoche und Boin, dann Lahoche und Pannier 1857 und schließlich von 1890 bis 1923 von Pannier Frères übernommen. Marie Desarnaud hatte bei der Gründung ihres Hauses die Idee, geschliffenen Kristall mit vergoldeter Bronze zu verbinden. Die Qualität ihrer Kreationen wurde während der Ausstellung von Produkten der französischen Industrie im Jahr 1819  einstimmig anerkannt, wo sie die Goldmedaille mit dem Schminktisch der Herzogin von Berry erhielt.
Erst gegen Ende der Regierungszeit von Louis-Philippe erweiterte das Geschäft auf Initiative der Brüder Pannier seine Tätigkeit auf den Möbelhandel und begann um 1870 mit der Herstellung von Kunsthandwerkmöbeln, die zum Verkauf angeboten wurden sowohl Kreationen als auch Reproduktionen von Möbeln des 18. Jh.

### Möbelreproduktionen
L’Escalier de cristal war spezialisiert auf das Kopieren von Möbeln aus dem 18. Jh. Die Qualität und Ausführung dieser Möbelstücke sind so, dass sie manchmal für die Originale genommen wurden. Ihr Ursprung konnte nur bei Restaurierungen festgestellt werden, da die Zerlegungen den Stempel von L'Escalier de cristal hervorgebracht hatten. Umgekehrt verkaufte André Mailfert gefälschte Möbel, die als authentische antike Möbel gestempelt waren.

### Chinesisch-japanische Möbel
Der japanische Pavillon auf der Weltausstellung von 1867 belebte in Frankreich den Geschmack für Objekte aus dem Land der aufgehenden Sonne. Unter dem Einfluss von Henry Pannier, der nach neuen Verkaufsstellen suchte, ermutigte L’Escalier de Cristal die Pariser Tischler, Möbel im japanischen Stil herzustellen. Gabriel Viardot greift bereits bestehende Kreationen auf und interpretiert sie in einem „chinesisch-japanischen Genre“ neu, das jedoch dem europäischen Geschmack angepasst ist.

### Notizbücher von Henry Pannier
Henry Pannier machte es sich zur Gewohnheit, eine Skizze jedes Möbelstücks oder jedes Objekts zu zeichnen, das von L‘Escalier de cristal oder während großer öffentlicher Auktionen dieser Zeit verkauft wurde, und diese Zeichnungen in Notizbüchern festzuhalten.
Zwischen 1870 und 1924 entwarf Henry Pannier 2.800 Möbel und Einrichtungsgegenstände und versah jede Skizze mit dem Namen des Objekts, dem Datum des Verkaufs und dem Preis.
L‘Escalier de cristal wurde 1923 endgültig geschlossen.

## Auszeichnungen
- Goldmedaille bei der Ausstellung von Produkten der französischen Industrie von 1819
- Goldmedaille auf der Weltausstellung Paris im Jahr 1900.

## Künstler
Nicht vollständige Liste von Künstlern, die für L’Escalier de cristal erstellt haben:
- Émile Gallé: Holztisch, Vernis Martin, polychromes Dekor im Halbrelief, sichtbar im Musée de l'École de Nancy.
- Gabriel Viardot: Möbel im japanischen Stil
- Edouard Lièvre: Möbelbau und gemeißelte Bronzemöbel im japanischen Stil
- Eugène Rousseau: Vasen aus massivem Kristall. L’Escalier de Cristal fügt manchmal eine japanische Montierung in gemeißelter Bronze hinzu
- Nicolas Henri Jacob: Schrankmöbel